# Лямъя
Лямъя — река в России, протекает в Свердловской области. Устье реки находится в 534 км по правому берегу реки Пелым. Длина реки составляет 61 км.

## Притоки
- Ультемовылсос (пр)
- Яныгсос (пр)
- 16 км: Пойва (пр)
- Янысос (лв)
- 36 км: Хортвая (пр)

## Данные водного реестра
По данным государственного водного реестра России относится к Иртышскому бассейновому округу, водохозяйственный участок реки — Тавда от истока и до устья, без реки Сосьва от истока до водомерного поста у деревни Морозково, речной подбассейн реки — Тобол. Речной бассейн реки — Иртыш.
Код объекта в государственном водном реестре — 14010502512111200011802.